# Panditrao Agashe
Jagdish "Panditrao" Agashe (1936 – Pune, 16 de novembre de 1986) va ser un home de negocis indi, recordat per haver succeït al seu pare Chandrashekhar Agashe com a segon director general del Sindicat de Sucre de Brihan Maharashtra. L'escola Panditrao Agashe de Pune rep el seu nom.